# Azra Ghani
Azra Catherine Hilary Ghani MBE FMedSci là một nhà dịch tễ học và giáo sư người Anh chuyên về Dịch tễ học Bệnh Truyền nhiễm tại Trường Đại học Hoàng gia Luân Đôn. Nghiên cứu của bà xem xét mô hình toán học về các bệnh truyền nhiễm, bao gồm sốt rét, bệnh bò điên và coronavirus. Bà hay cộng tác với Tổ chức Y tế Thế giới về chiến lược kỹ thuật đối với bệnh sốt rét. Bà còn đảm nhiệm chức phó giám đốc Trung tâm Phân tích Bệnh Truyền nhiễm Toàn cầu MRC.

## Thân thế và học vấn
Ghani sinh trưởng tại Anh. Bà theo học môn toán tại trường Newnham College, Cambridge thuộc Đại học Cambridge, trúng tuyển năm 1989. Sau khi tốt nghiệp ra trường, bà lên Đại học Southampton để hoàn thành bằng thạc sĩ vận trù học. Bà nhập học Trường Đại học Hoàng gia Luân Đôn vào năm 1993, chuyên tâm nghiên cứu dịch tễ học của bệnh lậu và mạng lưới bạn tình. Sau khi lấy bằng tiến sĩ, Ghani chuyển đến Đại học Oxford và được sự hỗ trợ từ học bổng Wellcome Trust. Bà chuyển sang Trường Đại học Hoàng gia Luân Đôn trong cương vị là Hội viên Nghiên cứu Dorothy Hodgkin thuộc Hội Hoàng gia Anh.

## Nghiên cứu và sự nghiệp
Năm 2005, Ghani được mời làm giảng viên tại Trường Vệ sinh & Y học Nhiệt đới Luân Đôn. Tại đây, bà rất mực quan tâm đến bệnh sốt rét, đặc biệt là sự phức tạp của căn bệnh này, và nhu cầu hiểu biết nhiều khía cạnh của khoa học và xã hội nhằm kiểm soát căn bệnh này tốt hơn. Năm 2007, Bà quay về Trường Đại học Hoàng gia Luân Đôn nhậm chức Giáo sư Dịch tễ học Bệnh Truyền nhiễm và Trưởng nhóm Nghiên cứu Mô hình Sốt rét. Nghiên cứu của Ghani xem xét yếu tố dịch tễ học của bệnh truyền nhiễm, bao gồm sốt rét, bệnh bò điên, HIV, SARS và coronavirus. Bà giúp phát triển các mô hình toán học có thể mô tả tốt hơn động lực lây truyền của bệnh sốt rét, hình dung cách nó tác động đến cả con người và muỗi, và dùng đến sự hiểu biết sâu sắc để chống lại căn bệnh này. Ghani còn góp mặt trong ủy ban cố vấn chính sách về bệnh sốt rét của Tổ chức Y tế Thế giới. Bà được bầu vào ủy ban cố vấn bệnh não gan thể bọt biển.
Năm 2017, Ghani được bầu chọn làm viện sĩ Viện Hàn lâm Y khoa Anh. Nhờ sự hiểu biết của mình về các loại bệnh truyền nhiễm, Ghani mong muốn cung cấp thông tin tốt hơn về các biện pháp can thiệp y tế cộng đồng. Năm 2020, trong đại dịch COVID-19, Ghani cho biết chính nhờ việc tự cô lập, cách ly tại nhà và giãn cách xã hội có thể góp phần hạn chế số ca tử vong ở Vương quốc Anh do chủng coronavirus xuống còn 20.000 người. Bà làm việc cùng Neil Ferguson nhằm chứng minh rằng trong suốt quá trình diễn ra đại dịch, Dịch vụ Y tế Quốc gia tại Anh sẽ trở nên quá tải vì số lượng ca bệnh.

## Giải thưởng và vinh danh
- Năm 2017, Viện sĩ Viện Hàn lâm Y khoa Anh[9]
- Năm 2017, Huy chương Chalmers Hội Y học và Vệ sinh Nhiệt đới Hoàng gia Anh[14]

Hội viên Hội Thống kê Hoàng gia Anh.
Bà còn được phong tặng Thành viên Huân chương Đế quốc Anh (MBE) trong Lễ Vinh danh Sinh nhật năm 2021 vì có công kiểm soát bệnh truyền nhiễm và nghiên cứu dịch tễ học.

## Ấn phẩm chọn lọc
- Cheng, Allen (ngày 13 tháng 5 năm 2009). "Faculty of 1000 evaluation for Pandemic potential of a strain of influenza A (H1N1): early findings" (Tài liệu). doi:10.3410/f.1159624.619929. {{Chú thích tài liệu}}: Chú thích document cần |publisher= (trợ giúp)
- Whittaker, Charles; Slater, Hannah; Bousema, Teun; Drakeley, Chris; Ghani, Azra; Okell, Lucy (2020). "Global & Temporal Patterns of Submicroscopic Plasmodium falciparum Malaria Infection" (Tài liệu). doi:10.1101/554311. {{Chú thích tài liệu}}: Chú thích document cần |publisher= (trợ giúp)
- Donnelly, Christl A; Ghani, Azra C; Leung, Gabriel M; Hedley, Anthony J; Fraser, Christophe; Riley, Steven; Abu-Raddad, Laith J; Ho, Lai-Ming; Thach, Thuan-Quoc; Chau, Patsy; Chan, King-Pan (tháng 5 năm 2003). "Epidemiological determinants of spread of causal agent of severe acute respiratory syndrome in Hong Kong". The Lancet. Quyển 361 số 9371. tr. 1761–1766. doi:10.1016/s0140-6736(03)13410-1. ISSN 0140-6736. PMC 7112380. PMID 12781533.
- Imperial College COVID-19 Response Team (ngày 16 tháng 3 năm 2020). "Impact of non-pharmaceutical interventions (NPIs) to reduce COVID19 mortality and healthcare demand" (PDF).{{Chú thích web}}:  Quản lý CS1: tên số: danh sách tác giả (liên kết) (Joint author)